# Zeferino González y Díaz Tuñón
Zeferino González y Díaz Tuñón (Villoria, 28 gennaio 1821 – Madrid, 29 novembre 1894) è stato un cardinale e arcivescovo cattolico spagnolo.

## Biografia
Nacque a Villoria il 28 gennaio 1821 da famiglia contadina. Un suo fratello, José Ramón, fu frate Domenicano e un altro, Atanasio, fu parroco nella arcidiocesi di Oviedo.
Papa Leone XIII lo elevò al rango di cardinale nel concistoro del 10 novembre 1884; il 17 marzo 1887 ricevette la berretta cardinalizia ed il titolo di Santa Maria sopra Minerva.
In precedenza il 27 marzo 1885 era stato trasferito alla sede metropolitana di Toledo ed ottenne anche il titolo di patriarca delle Indie occidentali.
Morì il 29 novembre 1894 all'età di 73 anni.

## Genealogia episcopale e successione apostolica
La genealogia episcopale è:
- Vescovo José Díaz de Lamadrid, O.F.M.Obs.
- Vescovo Angel Velarde y Bustamante
- Vescovo José Cuero y Caicedo
- Vescovo Hipólito Antonio Sánchez Rangel de Fayas, O.F.M.
- Vescovo Agustín Lorenzo Varela Temes
- Vescovo Juan Antonio Rivadeneyra
- Cardinale Miguel García Cuesta
- Cardinale Manuel García Gil, O.P.
- Cardinale Zeferino González y Díaz Tuñón, O.P.

La successione apostolica è:
- Vescovo Francisco de Asís Aguilar y Serrat (1881)
- Arcivescovo Bernardino Nozaleda y Villa, O.P. (1890)
- Vescovo José Hevía y Campomanes, O.P. (1890)
- Vescovo Manuel Fernández de Castro y Menéndez (1890)